# Тур Берна (женский)
Тур Берна (нем. Berner Rundfahrt, фр. Tour de Berne) — шоссейная однодневная велогонка, проходящая по территории Швейцарии с 1979 года.

## История

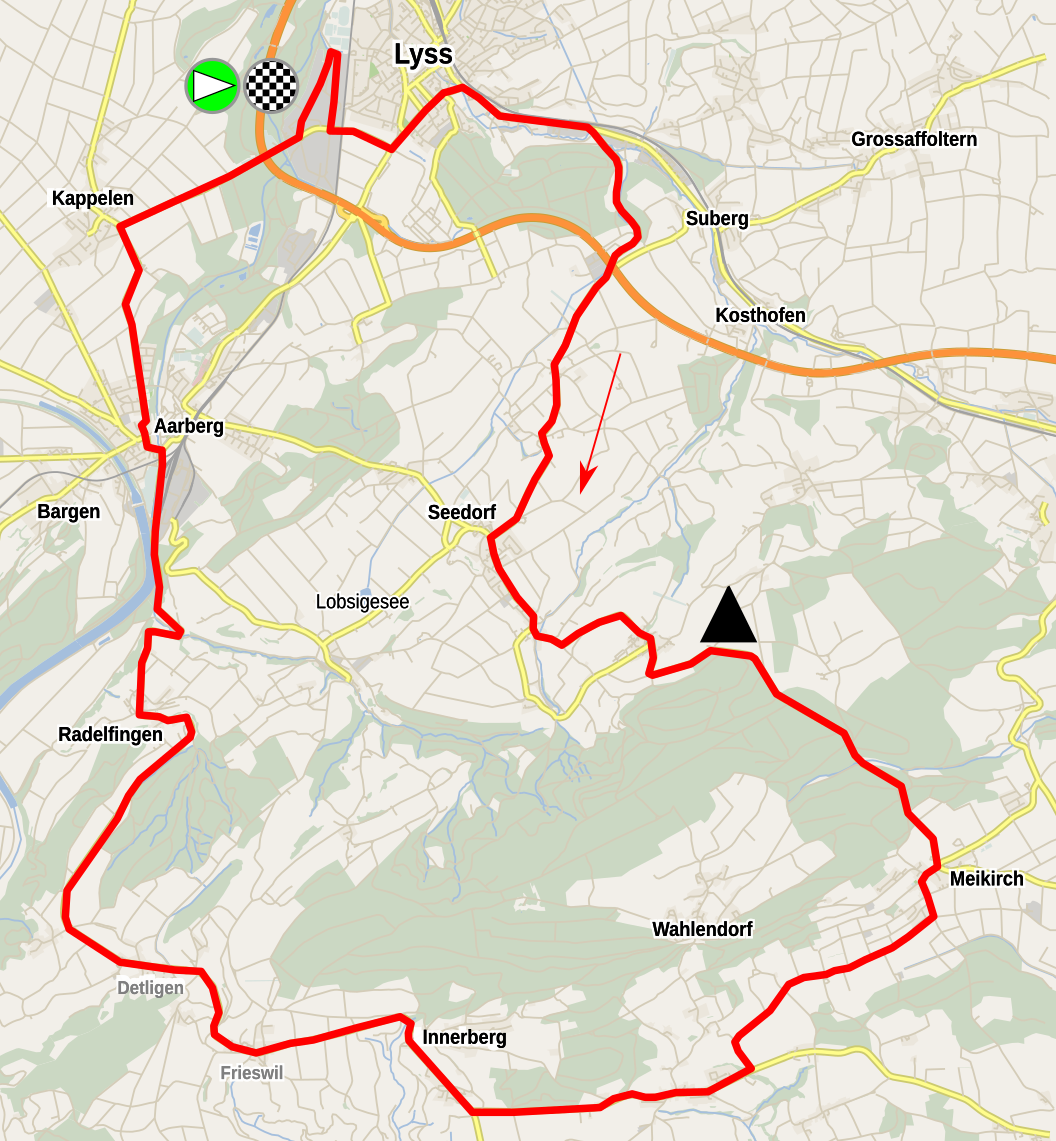
Маршрут гонки 2008 и 2009 годов

После своего создания в 1979 году на протяжении почти 20 лет проводилась в рамках национального календаря.
С 2000 года стала проводиться в рамках Женского мирового шоссейного календаря UCI. В 2006 году гонка вошла в календарь Женского мирового шоссейного кубка UCI, в котором просуществовала до 2009 года.
В 2010 года снова стала проводиться в рамках национального календаря.
Маршрут гонки проходил в кантоне Берн и менялся несколько раз. Так в 2003 году трасса представляла круг протяжённостью 28 км, включавший изнурительный подъём на 1 км. Всего преодолевали круг 4 раза. Общая протяженность составляла 112 км. В 2006 году был круг протяженностью 20,8 км с довольно сложным подъёмом на 1 км в его серидине. Всего преодолевали круг 6 раза. Старт и финиш был расположен Лисе, а дистанция шла по маршруту Ворбен — Йенс — Бельмунд — Хермриген — Бюль — Каппелен. Общая протяженность составляла 124,8 км.
В 2007 году маршрут состоял из двух разных круга которые использовались в предыдущие годы. Сначала предстояло преодолеть 3 раза круг 2003 года протяжёностью 28 км, а затем ещё 2 круга 2006 года протяжёностью 20,8 км. Общая протяженность составляла 125,6 км.
В 2008 и 2009 годах использовался новый и более сложный круг протяженностью 33,95 км который преодолевали 4 раза. Старт и финиш был расположен Лисе, а дистанция шла по маршруту Майкирх — Фризивиль — Радельфинген — Арберг — Каппелен. Общая протяженность составляла 135,8 км с суммарным набором высоты 1680 метров.
С 1920  года проводится аналогичная гонка среди мужчин.

## Призёры
| Год  | Победитель         | Второй                   | Третий              |
| ---- | ------------------ | ------------------------ | ------------------- |
| 1979 | Йоланда Кальт      | Rosmarie Kurz            | Анита Лусли         |
| 1980 | Розмари Шацман     |                          |                     |
| 1983 | Стефания Кармине   |                          |                     |
| 1984 | Эвелин Мюллер      | Мануэла Вольгемут        | Хильда Добиаш       |
| 1985 | Сандра Шумахер     |                          | Мануэла Вольгемут   |
| 1986 | Эвелин Мюллер      |                          |                     |
| 1987 | Эдит Шоненбергер   | Барбара Ганц             | Бригитта Гир-Гшвенд |
| 1988 | Барбара Ганц       | Эдит Шоненбергер         | Бригитта Гир-Гшвенд |
| 1989 | Барбара Ганц       | Эдит Шоненбергер         | Эвелин Мюллер       |
| 1990 | Эвелин Мюллер      | Луция Цберг              | Эдит Шоненбергер    |
| 1991 | Луция Цберг        |                          |                     |
| 1992 | Луция Цберг        | Карина Скиббю            | Барбара Хееб        |
| 1993 | Катрин Рейнджер    | Эвелин Мюллер            | Сандра Шумахер      |
| 1994 | Наталья Кищук      | Луция Цберг              | Александра Белер    |
| 1995 | Луция Цберг        | Барбара Хееб             | Марсия Эйхер        |
| 1996 | Карин Мёбес        | Барбара Хееб             | Диана Раст          |
| 1997 | Диана Раст         | Ивонн Шнорф              | Наталья Юганюк      |
| 1998 | Шанталь Докур      | Барбара Хееб             | Николь Брендли      |
| 1999 | Марион Брюинг      | Диана Раст               | Барбара Дель Вай    |
| 2000 | Ноэми Кантеле      | Николь Брендли           | Беттина Шёке        |
| 2001 | Вера Холфельд      | Диана Жилюте             | Николь Брендли      |
| 2002 | Приска Доппман     | Дженни Алгелид-Бенгтссон | Михо Оки            |
| 2003 | Оливия Голлан      | Николь Брендли           | Светлана Бубненкова |
| 2004 | Фабиана Луперини   | Лин Бессетт              | Карин Тюриг         |
| 2005 | Эдита Пучинскайте  | Моника Холлер            | Ойнон Вуд           |
| 2006 | Зульфия Забирова   | Ойнон Вуд                | Ольга Слюсарева     |
| 2007 | Эдита Пучинскайте  | Марианна Вос             | Ойнон Вуд           |
| 2008 | Сюзанн Юнгског     | Юдит Арндт               | Мирьям Мельхерс     |
| 2009 | Кристин Армстронг  | Марианна Вос             | Трикси Воррак       |
| 2010 | Шэрон Лоус         | Polona Batagelj          | Карла Райан         |
| 2011 | Паскаль Шнидер     | Джессика Шнеебергер      | Дженифер Хол        |
| 2012 | Эмма Пули          | Дорис Швайцер            | Джессика Шнеебергер |
| 2013 | Николь Ханзельманн | Дорис Швайцер            | Мирьям Гайслинг     |
| 2014 | Эльке Гебхардт     | Вера Коедодер            | Жаклин Ган          |
| 2015 | Дорис Швайцер      | Эшли Молман              | Лотта Лепистё       |
| 2016 | Эшли Молман        | Лотта Лепистё            | Клара Коппенбург    |
| 2017 | Штефани Гаумнитц   | Джессика Аллен           | Сара Рой            |
| 2019 | Элис Чаббей        | Сесилие Уттруп Лудвиг    | Ютта Стиенен        |
| 2022 | Аннабель Фишер     | Леа Фухс                 | Лара Крахеманн      |
| 2023 | Леа Фухс           | Анабель Япура            | Алин Зайтц          |